# Serropalpus iriei
Serropalpus iriei là một loài bọ cánh cứng trong họ Melandryidae. Loài này được Toyoshima & Ishikawa miêu tả khoa học năm 2000.